# Zelenodolsk

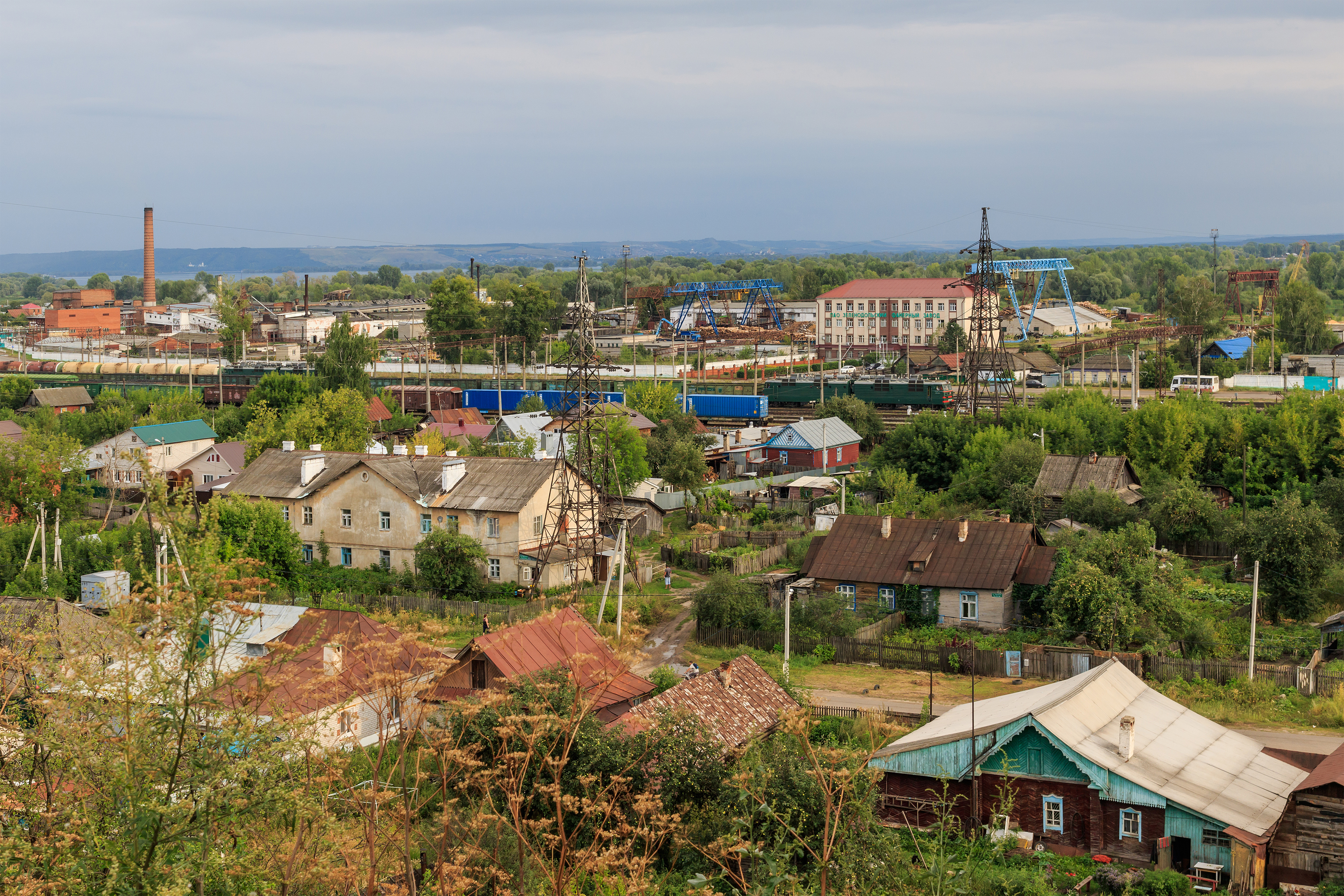

Zelenodolsk (em russo:  Зеленодольск; em tártaro:  Яшел Үзән) é uma cidade no noroeste do República do Tataristão, Rússia.
É o centro administrativo do distrito de Zelenodolsky. População: 100.139 hab. ou 94.079 hab.
Devido à sua localização no rio Volga, Zelenodolsk é um importante pólo de transportes para Tartaristão. Ela também tem um estaleiro de construção naval bem conhecido, fundado em 1895.
Durante a Guerra Fria, Zelenodolsk era uma base secreta para o desenvolvimento de navios de guerra.

## Esporte
A cidade de Zelenodolsk é a sede do Estádio Komsomolets V. M. Kolotova e do FC Pozis Zelenodolsk, que participa do Campeonato Russo de Futebol.